# Céleste Boursier-Mougenot
Pour les articles homonymes, voir Boursier et Mougenot.
 (avril 2017).
Céleste Boursier-Mougenot, fils d'Ernest Boursier-Mougenot et petit-fils d'André Bousier-Mougenot, né en 1961 à Nice, est un compositeur et un plasticien français. Il vit et travaille à Sète.

## Biographie
Né en 1961, à Nice, Céleste Boursier-Mougenot vit et travaille à Sète. Présentés depuis près de vingt ans dans les lieux d'art contemporain, en France et à l’étranger, les travaux de Céleste Boursier-Mougenot, sont à considérer avant tout comme ceux d'un musicien. Après avoir été, de 1985 à 1994, le compositeur de la compagnie Side One Posthume Théâtre, de l'auteur et metteur en scène Pascal Rambert, il entreprend de donner une forme autonome à sa musique en réalisant des installations. À partir de situations ou d'objets les plus divers, dont il parvient à extraire un potentiel musical, il élabore des dispositifs qui étendent la notion de partition aux configurations hétérodoxes des matériaux et des médias qu'il emploie, pour générer, le plus souvent en direct, des formes sonores qu'il qualifie de vivantes. Déployé, en relation avec les données architecturales ou environnementales des lieux d'exposition, chaque dispositif constitue le cadre propice à une expérience d'écoute en livrant, au regard et à l’entendement du visiteur, le processus qui engendre la musique. Parmi ses œuvres les plus représentatives : from here to ear, grande volière dans laquelle le public entre pour côtoyer des oiseaux dont les incessants déplacements produisent une musique. Depuis quelques années, il étend sa pratique à la chorégraphie, en appliquant à des objets en mouvement sa démarche « compositionnelle ».
Présent depuis de nombreuses années à l'étranger, Céleste Boursier-Mougenot a été le premier artiste français lauréat de l’International Studio & Curatorial Program (en) (PS1) à New York en 1998-99. Il est représenté par la galerie Paula Cooper (New York), la galerie Xippas (Paris, Genève, Montevideo, Athènes) et la galerie Mario Mazzoli (Berlin). On a pu voir son travail à la National Gallery Victoria de Melbourne en 2013, au Barbican Centre à Londres en 2010 ou à la Pinacothèque de São Paulo en 2009.
Parallèlement à la Biennale de Venise, le travail de Céleste Boursier-Mougenot est présenté dans plusieurs expositions monographiques : Clinamen, au Centre Pompidou-Metz, de fin mai à fin septembre[Quand ?] ; acquaalta, au Palais de Tokyo, Paris, du 24 juin au 13 septembre 2015[Quand ?]. Il est l’invité de la Biennale d’art contemporain de Lyon en septembre 2015, puis du Musée des Beaux-Arts de Montréal à partir de novembre 2015.

## Installations
- From here to ear
  - Nantes : Halles, place du Bouffay, 6 mai - 16 août 2009 dans le cadre d'Estuaire 2009[1].
  - v.19 : Montréal, Musée des Beaux-Arts (Canada), 25 novembre 2015 - 27 mars 2016[2],[3].
  - v.20 : Édimbourg, Jupiter Artland (Écosse), 14 mai - 17 juillet 2016.
  - v.21 : Copenhague, Copenhagen Contemporary (Danemark), 25 novembre 2016 - 5 mars 2017.
  - v.22 : Yverdon-les-Bains, Centre d'Art Contemporain (Canton de Vaud, Suisse), 29 juillet - 5 novembre 2017.
  - Nantes : Hab Galerie, 30 juin - 30 septembre 2018 dans le cadre du Voyage à Nantes.
  - Aubenas : Le château, Centre d’art contemporain et du patrimoine, 2024

2018 : Fluides, Hab Galerie (Nantes), 30 juin - 30 septembre 2018 dans le cadre du Voyage à Nantes. Exposition de quatre œuvres dont une nouvelle version de  From here to ear et aura, créée lors de la Biennale de Lyon en 2015.
2019 : Centre d’art à Wattwiller, fondation François Schneider

## Expositions collectives
- 2017 : clinamen v4 à la Biennale d'art contemporain de Lyon[5]
- 2015 : Aura, création pour la Biennale d'art contemporain de Lyon[4]
- 2015 : Biennale de Venise[6]
- 2006 : Biennale d'art contemporain de Paris

## Publications
- Céleste Boursier-Mougenot, états seconds, Analogues, maison d’édition pour l’art contemporain, 2008[7].
- Céleste Boursier-Mougenot, University Museum of Contemporary Art UMass Amherst and Paula Cooper Gallery, New York, 2012[8].
- Céleste Boursier-Mougenot rêvolutions, Analogues, maison d’édition pour l’art contemporain / Institut Français, 2015[9].
- Céleste Boursier-Mougenot, perturbations, Analogues, maison d’édition pour l’art contemporain, 2015[10].
- Céleste Boursier-Mougenot, Palais de Tokyo, 2015[11].

## Décorations
- Officier de l'ordre des Arts et des Lettres Il est promu au grade d’officier par l’arrêté du 13 février 2015[12].